# Lăng Chủ tịch Hồ Chí Minh
Lăng Chủ tịch Hồ Chí Minh, còn gọi là Lăng Hồ Chủ tịch, Lăng Bác, là nơi gìn giữ thi hài Chủ tịch Hồ Chí Minh. Lăng được chính thức khởi công ngày 2 tháng 9 năm 1973, tại vị trí lễ đài cũ giữa Quảng trường Ba Đình, nơi Chủ tịch Hồ Chí Minh từng chủ trì các cuộc gặp mặt quan trọng.
Lăng được khánh thành vào ngày 29 tháng 8 năm 1975, gồm 3 lớp với chiều cao 21,6 m, chiều rộng 41,2 m; lớp dưới tạo dáng bậc thềm tam cấp, lớp giữa là kết cấu trung tâm của lăng gồm phòng thi hài và những hành lang, những cầu thang. Bên ngoài lăng được ốp bằng đá granite xám, bên trong làm bằng đá xám và đỏ được đánh bóng. Quanh 4 mặt là những hàng cột vuông bằng đá hoa cương, lớp trên cùng là mái lăng hình tam cấp. Ở mặt chính có dòng chữ: "CHỦ TỊCH HỒ-CHÍ-MINH" bằng đá hồng màu mận chín. Xung quanh lăng là các khu vườn nơi hơn 250 loài thực vật được trồng từ khắp mọi miền của Việt Nam.
Trong di chúc, Chủ tịch Hồ Chí Minh muốn được hỏa táng và đặt tro tại 3 miền đất nước. Tuy nhiên với lý do tuân theo nguyện vọng và tình cảm của người dân, Bộ Chính trị Ban Chấp hành Trung ương Đảng khóa III quyết định giữ gìn lâu dài thi hài chủ tịch Hồ Chí Minh để sau này người dân cả nước, nhất là người dân miền Nam, du khách quốc tế có thể tới viếng.

## Xây dựng lăng

### Ướp thi hài
Năm 1969, ngay sau khi Hồ Chí Minh qua đời, 1 chuyên viên Liên Xô đã bí mật đến Hà Nội để cố vấn các chuyên gia Việt Nam về công nghệ ướp xác. Tháng 3 năm sau, 1 nhóm chuyên viên người Việt đến Moscow để tham khảo thêm và báo cáo về tình hình nắm giữ công nghệ này. Lúc này, đây là đề tài nhạy cảm trong các nhà lãnh đạo Đảng vì theo di chúc Hồ Chí Minh có nguyện vọng được hỏa táng. Tuy nhiên, Lê Duẩn đã từng đề nghị Hồ Chí Minh nên cho bảo quản thi hài lâu dài để đồng bào miền Nam và cả nước được đến thăm, nghe vậy Hồ Chí Minh không nói gì. Ngay vào thời điểm ông mất, Bộ Chính trị vẫn chưa có quyết định cuối cùng về việc này.
Theo báo chí trong nước, trong lễ truy điệu, đến dự có đoàn đại biểu của Đảng Cộng sản Liên Xô do chủ tịch Hội đồng Bộ trưởng Liên Xô Aleksey Kosygin dẫn đầu đến viếng. Hơn 1 giờ sáng, sau cuộc họp Bộ Chính trị, Tổng Bí thư Lê Duẩn đến nhà khách của Chính phủ và nói với Chủ tịch Hội đồng Bộ trưởng Liên Xô: 
Các đồng chí biết Bác Hồ của chúng tôi đối với dân tộc Việt Nam là thiêng liêng như thế nào. Nhất là đối với đồng bào miền Nam, họ hy sinh chiến đấu để được độc lập, thống nhất và cũng là để được gặp Bác cho toại nguyện. Bác cũng rất muốn vào Nam gặp đồng bào Miền Nam, nhưng sức khỏe của Bác không cho phép. Vì vậy chúng tôi phải giữ thi thể của Bác để đồng bào Miền Nam chúng tôi được thấy dung nhan của Bác sau ngày chiến thắng.
Lê Duẩn đã đề nghị cho chuyên gia Liên Xô sang gấp để bảo quản thi hài. Chủ tịch đoàn Liên Xô cứng rắn nói rằng phải đưa thi hài sang Liên Xô. Lúc đó, Lê Duẩn đã khóc và bác bỏ: "Không thể được, theo phong tục Việt Nam, Người phải ở lại với đồng bào chúng tôi!". Ông nói:
Nếu Liên Xô nói phải đưa thi thể Bác sang Liên Xô mới giữ được thì chúng tôi đành phải chôn Bác, bởi vì nếu chúng tôi đưa Bác sang thì nhân dân chúng tôi sẽ nói Bộ Chính trị đã phản bội, đưa Bác đi đâu rồi! Và khi quyết định chôn Bác, chúng tôi sẽ nói với đồng bào chúng tôi: Chỉ có Liên Xô mới có kỹ thuật giữ thi thể của Bác, nhưng vì Liên Xô không chịu làm, nên Bộ Chính trị đau lòng gạt nước mắt để chôn Bác.
Chủ tịch đoàn lập tức điện về Liên Xô, xin ý kiến và đã đồng ý cử ngay chuyên gia sang Việt Nam giúp bảo quản thi hài.
Theo tiết lộ gần 50 năm sau của Giáo sư Viện sĩ Yuri Lopukhin, thì đoàn chuyên gia Liên Xô đã qua trước đó mấy ngày. Ngày 28 tháng 8 năm 1969, khi bệnh tình của chủ tịch Hồ Chí Minh trở nên rất nặng, Giáo sư Viện sĩ Yuri Lopukhin, cựu Hiệu trưởng Trường Đại học Y khoa Moscow số 2 và 4 chuyên gia Liên Xô khác từ Viện Lăng Lenin đã được mời sang Hà Nội. Việc ướp thi hài của Hồ Chí Minh được thực hiện vào 7 ngày sau đó tại Viện Quân y 108 ở Hà Nội, khi ông qua đời. Tính từ năm 1969 đến 2014, đã có 82 chuyên gia y tế Liên Xô (sau này là Nga) qua giúp Việt Nam trong việc này.

### Thiết kế lăng

Lăng Chủ tịch Hồ Chí Minh về đêm

Sau Lễ tang Chủ tịch Hồ Chí Minh, "Ban phụ trách quy hoạch A", trong đó có các ông Nguyễn Lương Bằng, Trần Quốc Hoàn, Phùng Thế Tài, bắt đầu nghiên cứu quy hoạch xây dựng Lăng Hồ Chủ tịch. Tháng 1 năm 1970, Chính phủ Liên Xô cử 1 đoàn cán bộ sang Việt Nam bàn về thiết kế và thông báo sẽ giúp đỡ kỹ thuật trong thiết kế, xây dựng và trang bị cho Lăng. Các chuyên gia Liên Xô chuẩn bị 5 phương án về bố trí cụm tổng thể của Lăng. Sau thời gian ngắn, Bộ Chính trị thông qua "Dự thảo nhiệm vụ thiết kế Lăng Chủ tịch Hồ Chí Minh" do các chuyên gia Liên Xô và Việt Nam đưa ra.
Tin tức về việc xây dựng Lăng Hồ Chí Minh được lan truyền trong nhân dân, nhiều người Việt Nam ở cả 2 miền Nam, Bắc và Việt kiều ở nước ngoài gửi thư về đóng góp ý kiến. Theo nguyện vọng của nhân dân, Bộ Chính trị quyết định lùi việc duyệt bản thiết kế sơ bộ đã được thông qua. Một đợt sáng tác mẫu thiết kế Lăng được tổ chức, các mẫu được trưng bày và lấy ý kiến của nhân dân. Trong khoảng thời gian từ tháng 5/1970 tới 8/1970, có 200 phương án thiết kế được gửi đến, trong đó có 24 phương án được chọn lựa và đem trưng bày tại Hà Nội, Hải Phòng, Thái Nguyên, Sơn La và Nghệ An. 745.487 lượt người đã tới thăm và 34.022 người tham gia ý kiến.
Kết thúc đợt triển lãm và lấy ý kiến, bản "thiết kế sơ bộ" tổng hợp các ý kiến của nhân dân được mang sang Liên Xô. Sau 3 tuần làm việc, phương án thiết kế sơ bộ của Việt Nam được Liên Xô chấp nhận.

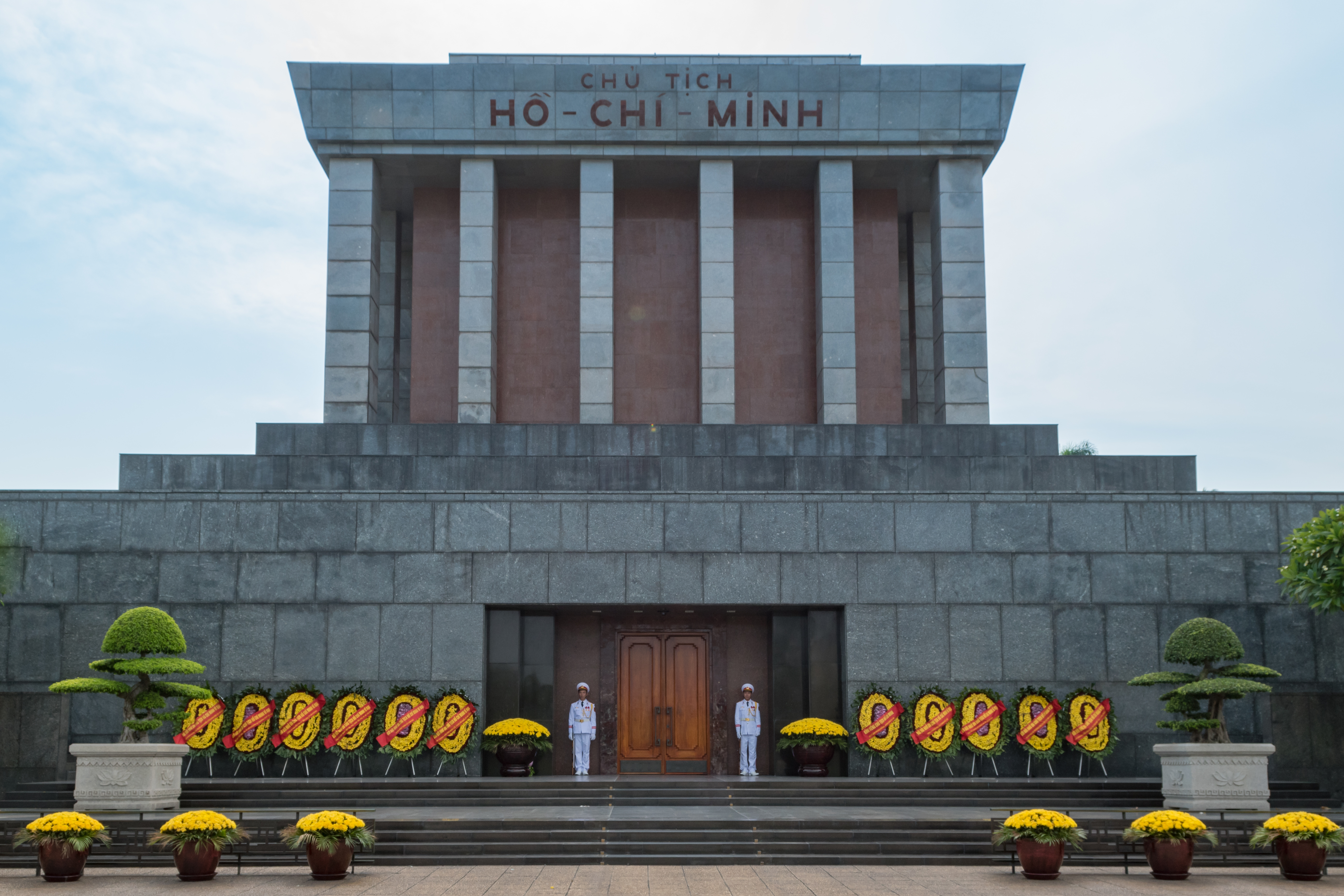
Mặt tiền của lăng

Lăng được thiết kế để có độ bền vững cao, chống được bom đạn và động đất cường độ 7 richter. Ngoài ra còn có công trình bảo vệ đặc biệt chống lụt phòng khi Hà Nội bị vỡ đê. Kính quan tài phải chịu được xung lực cơ học lớn. Lăng còn được thiết kế thêm "buồng đặc biệt" để có thể giữ thi hài tại chỗ trong trường hợp có chiến tranh.
Việc thiết kế hết 2 năm.
Lăng được xây dựng trên nền cũ của lễ đài giữa Quảng trường Ba Đình, nơi Chủ tịch Hồ Chí Minh chủ trì các cuộc mít tinh lớn và đọc bản Tuyên ngôn Độc lập khai sinh ra nước Việt Nam Dân chủ Cộng hoà. Lăng được chính thức khởi công xây dựng vào ngày 2 tháng 9 năm 1973.
Vật liệu xây dựng được mang về từ nhiều miền trên cả nước. Cát được lấy từ các con suối thuộc Xã Kim Tiến, Huyện Kim Bôi, Tỉnh Hòa Bình do người dân tộc Mường đem về; đá cuội được chuyển từ các con suối vùng Sơn Dương, Chiêm Hoá, Ngòi Thìa, Tuyên Quang...; đá chọn xây lăng từ khắp các nơi: đá Nhồi ở Thanh Hoá, đá Hoa (Chùa Thầy), đá đỏ núi Non Nước...; đá dăm được đưa từ mỏ đá Hoàng Thi (Thác Bà, Yên Bái), còn cát lấy từ Thanh Xuyên (Thái Nguyên). Nhân dân dọc dãy Trường Sơn còn gửi ra 16 loại gỗ quý. Các loài cây từ khắp các miền được mang về đây như: cây chò nâu ở Đền Hùng, hoa ban ở Điện Biên - Lai Châu, tre từ Cao Bằng... Thanh thiếu niên còn tổ chức buổi tham gia lao động trong việc mài đá, nhổ cỏ, trồng cây. Hệ thống điện phục vụ chiếu sáng, thiết kế xây lăng và bảo quản thi hài Hồ Chí Minh do các chuyên gia Liên Xô đảm nhiệm. Liên Xô cũng gửi 2 vạn tấm đá hoa cương và cẩm thạch mài nhẵn để trang trí cho Lăng.
Về thi hài của Hồ Chí Minh, thì theo tiết lộ của Lý Chí Thỏa, bác sĩ riêng của Mao Trạch Đông thì khi Mao Trạch Đông mất năm 1976, vì lúc đó quan hệ Trung Quốc với Liên Xô đang xấu nên thay vì qua Liên Xô tham khảo cách giữ thi hài, họ gửi 2 người đến Hà Nội để học hỏi cách bảo quản thi hài, theo cách bảo quản thi hài Hồ Chí Minh tại Lăng Hồ Chí Minh. Tuy nhiên, chuyến đi không kết quả vì Việt Nam từ chối chia sẻ kinh nghiệm và còn không cho các nhà khoa học Trung Quốc xem thi hài Hồ Chí Minh.

## Miêu tả

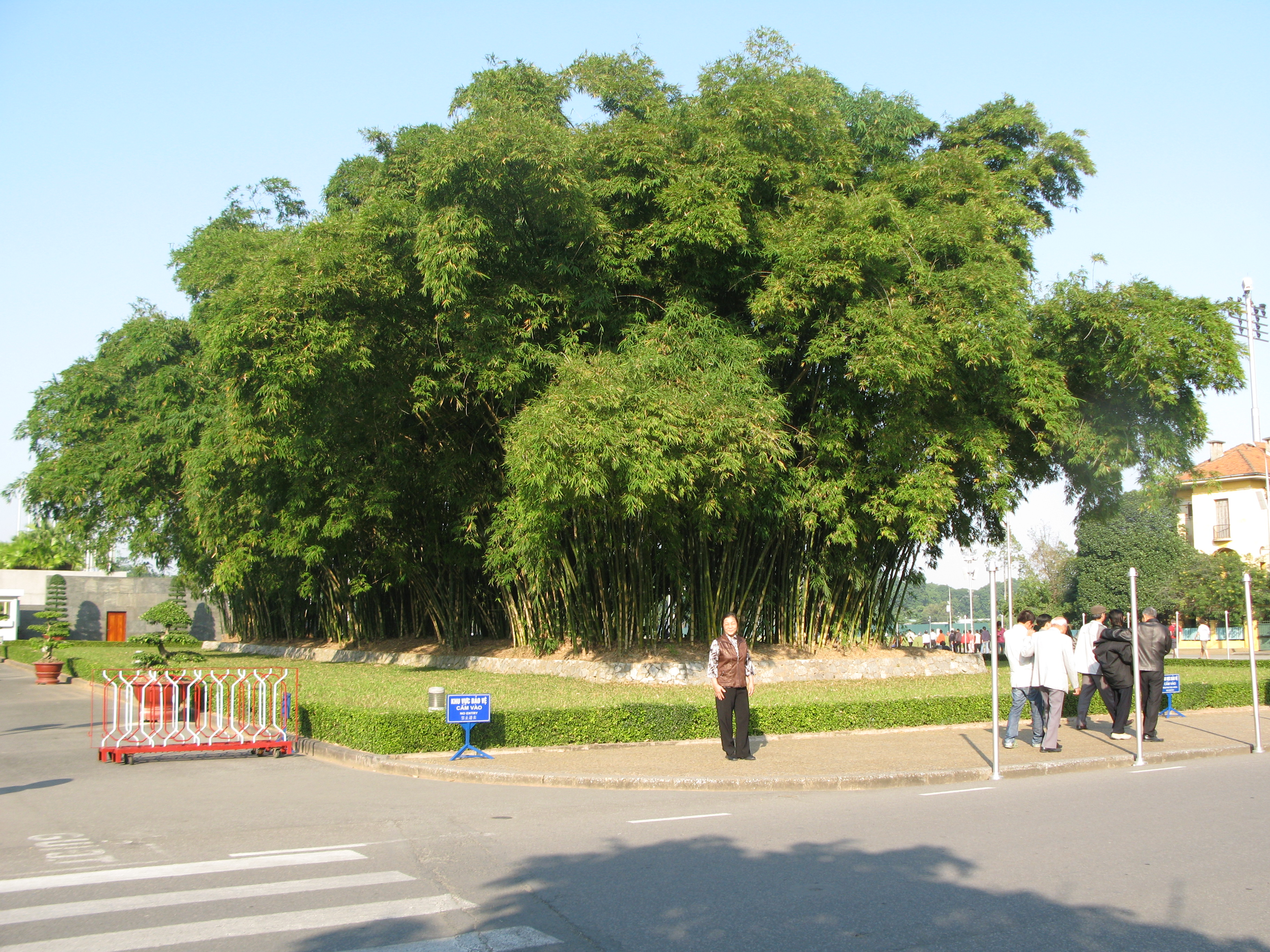
Bụi tre bên Lăng Chủ tịch Hồ Chí Minh

Trên đỉnh lăng là hàng chữ "CHỦ TỊCH HỒ-CHÍ-MINH" ghép bằng đá ngọc màu đỏ thẫm của Cao Bằng. Cửa lăng làm từ các cây gỗ quý từ Tây Nguyên. Tiền sảnh ốp đá hoa cương vân đỏ hồng, làm nền cho dòng chữ "Không có gì quý hơn Độc lập Tự do" và chữ ký của Hồ Chí Minh được dát bằng vàng. 200 bộ cửa trong Lăng được làm từ các loại gỗ quý do nhân dân Nam Bộ, Tây Nguyên, Quảng Nam - Đà Nẵng, và bộ đội Trường Sơn gửi ra, và do các nghệ nhân nghề mộc của Nam Hà, Hà Bắc, và Nghệ An thực hiện. Bãi cỏ trước lăng gồm 18000 m2 cỏ gừng, một loại cỏ bản địa ở miền Nam do nghệ nhân Nguyễn Văn Hoà trồng. Cánh cửa vào phòng đặt thi hài do 2 cha con nghệ nhân ở làng Gia Hòa đóng. 2 bên cửa chính là 2 cây hoa đại. Phía trước và phía sau lăng trồng 79 cây vạn tuế tượng trưng cho số tuổi 79 của Hồ Chủ tịch. 2 bên phía Nam và Bắc của lăng là 2 rặng tre, loại cây biểu tượng cho nước Việt Nam. Trước cửa lăng luôn có 2 người lính đứng gác, 1 giờ đổi gác 1 lần.

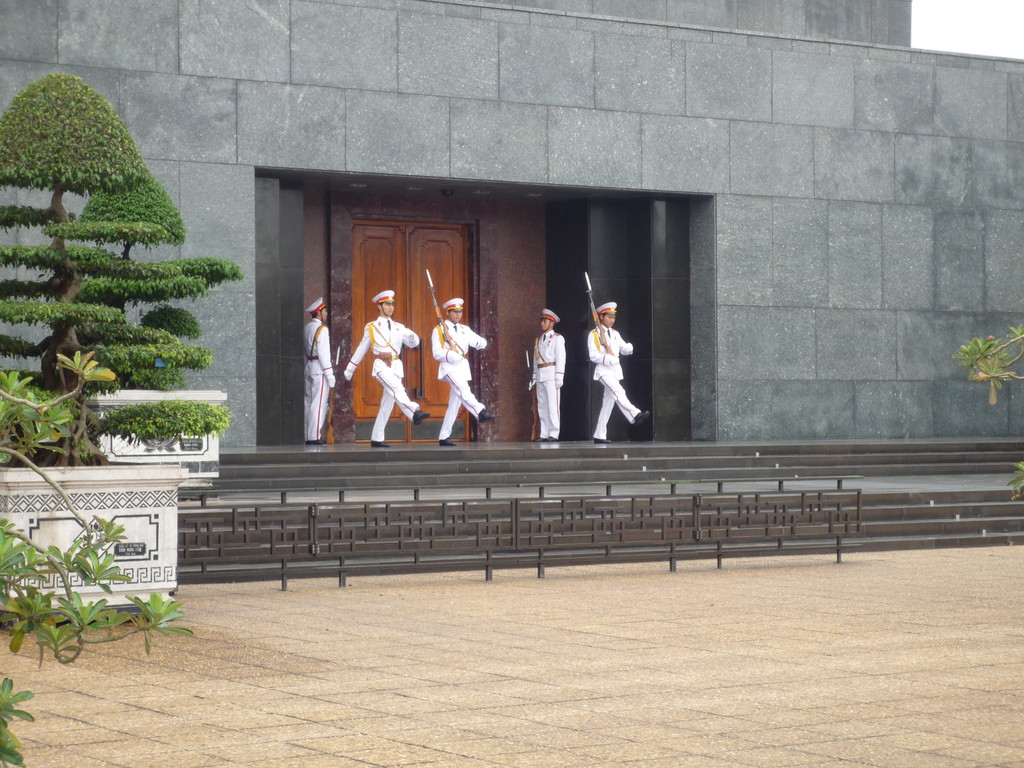
Một cảnh đổi gác

Chính giữa lăng là phòng đặt thi hài ốp đá cẩm thạch Hà Tây. Trên tường có 2 lá quốc kỳ và đảng kỳ lớn, ghép từ 4.000 miếng đá hồng ngọc Thanh Hóa, hình búa liềm và sao vàng được ghép bằng đá cẩm vân màu vàng sáng. Thi hài Chủ tịch Hồ Chí Minh đặt trong hòm kính. Qua lớp kính trong suốt, thi hài của Hồ Chí Minh nằm trong bộ quần áo ka ki bạc màu, dưới chân có đặt 1 đôi dép cao su. Trong những dịp có người viếng lăng, sẽ có 4 người lính đứng gác. Chiếc hòm kính đặt thi hài là một công trình kỹ thuật và nghệ thuật do những người thợ bậc thầy của 2 nước Việt - Xô chế tác. Giường được chế tác bằng đồng, có dải hoa văn bông sen được cách điệu, 3 mặt giường lắp kính có độ chịu xung lực cao. Nóc giường bằng kim loại, có hệ thống chiếu sáng và hệ thống điều hòa tự động. Giường được đặt trên bệ đá, có hệ thống thang máy tự động.
Lăng có hình vuông, mỗi cạnh 30 m, cửa quay sang phía Đông, hai phía Nam và Bắc có hai lễ đài dài 65 m dành cho khách trong những dịp lễ lớn. Trước lăng là Quảng trường Ba Đình với một đường dành cho lễ diễu binh, duyệt binh, và một thảm cỏ dài 380 m chia thành 240 ô vuông cỏ xanh tươi suốt 4 mùa. Trước mặt lăng là cột cờ, Lễ thượng cờ được bắt đầu vào lúc 6 giờ sáng (mùa nóng); 6 giờ 30 phút sáng (mùa lạnh) và Lễ hạ cờ diễn ra lúc 9 giờ tối hàng ngày. Thẳng tiếp qua sân cỏ là đường Bắc Sơn, có trồng hoa hồng đỏ và hoa đào. Tận cùng đường Bắc Sơn là đài Liệt sĩ. Bên phía Tây của quảng trường là khu lưu niệm Hồ Chí Minh. Tại đây có Viện bảo tàng Hồ Chí Minh, ngôi nhà sàn Hồ Chí Minh. Lăng Chủ tịch Hồ Chí Minh thường có nhiều đoàn khách ở các tỉnh thành phố và nước ngoài đến thăm viếng.

## Hoạt động

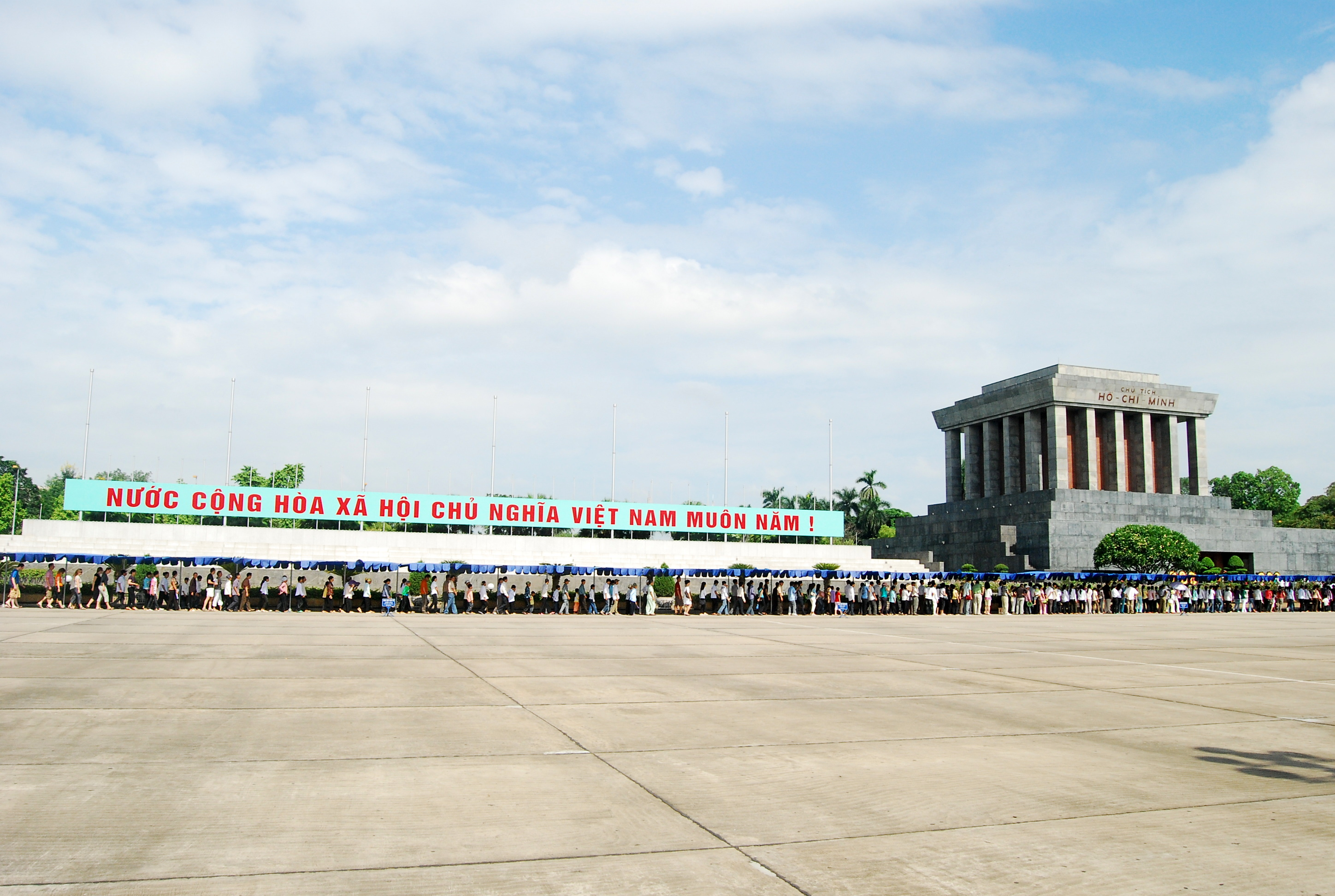
Hàng người vào lăng viếng

Mỗi tuần có hơn 15.000 người đến viếng thăm Lăng Chủ tịch Hồ Chí Minh. Rất nhiều cá nhân và đoàn thể đến viếng lăng vào các ngày lễ, các ngày kỷ niệm quan trọng của Việt Nam.
Lăng không thu phí vào cửa và khách viếng thăm buộc phải tuân theo những yêu cầu như không mặc quần áo quá ngắn và hở hang, không đem máy ảnh, điện thoại di động có chức năng quay phim, chụp ảnh, tắt điện thoại, không mang đồ ăn thức uống và giữ trật tự trong lăng.
Tính đến năm 2012, đã có gần 50 triệu lượt người vào Lăng viếng Chủ tịch Hồ Chí Minh, trong đó hơn 7 triệu khách quốc tế. Đối với khách tham quan ở xa, việc tổ chức nhà nghỉ trọ được thực hiện chu đáo, tận tình. Việc ăn phụ, giải khát, chống rét, phục vụ thương binh nặng và người già yếu đến viếng đều được nghiên cứu tổ chức chu đáo. Công tác đón tiếp khách được cải tiến, như cải tạo các nhà chờ thành 2 khu vực khang trang, để trước khi vào viếng, khách có thể tạm dừng chân, ngắm những cây hoa, cây cảnh, xem những bộ phim tư liệu. Đối với các đoàn thương binh bị cụt chân, những chiến sĩ tiêu binh luôn chuẩn bị sẵn xe đẩy đặc biệt để phục vụ. Trong phòng viếng chia làm 2 hàng, hàng phía trong gần nơi đặt thi hài hơn được dành riêng cho trẻ em.
Lăng Chủ tịch Hồ Chí Minh mở cửa 5 ngày/tuần, vào các buổi sáng thứ 3, thứ 4, thứ 5, thứ 7 và Chủ nhật. Mùa nóng (từ 1/4 đến 31/10): Từ 7h30 đến 10h30; mùa lạnh (từ 1/11 đến 31/3 năm sau): Từ 8h00 đến 11h00; ngày lễ, thứ 7, Chủ nhật mở cửa thêm 30 phút. Hàng năm, Lăng đóng cửa để làm nhiệm vụ tu bổ định kỳ (Năm 2023: Từ ngày 12/6 đến hết ngày 14/8/2023, Lăng Chủ tịch Hồ Chí Minh tạm ngừng tổ chức lễ viếng Chủ tịch Hồ Chí Minh để làm công tác bảo dưỡng, tu bổ định kỳ năm 2023.). Ngày 19/5, 2/9 và Mùng 1 Tết Nguyên đán nếu trùng vào thứ 2 hoặc thứ 6, vẫn tổ chức lễ viếng Chủ tịch Hồ Chí Minh.